# Internationale Cricket-Saison 1990
Die internationale Cricket-Saison 1990 fand zwischen Mai 1990 und September 1990 statt. Als Sommersaison wurden vorwiegend Heimspiele der Mannschaften aus Europa ausgetragen.

## Überblick

### Internationale Touren
| Beginn        | Heimteam | Auswärtsteam | Resultate | Resultate | Artikel |
| Beginn        | Heimteam | Auswärtsteam | Test      | ODI       | Artikel |
| ------------- | -------- | ------------ | --------- | --------- | ------- |
| 23. Mai 1990  | England  | Neuseeland   | 1–0 [3]   | 1–1 [2]   | Artikel |
| 18. Juli 1990 | England  | Indien       | 1–0 [2]   | 0–2 [2]   | Artikel |

### Internationale Turniere
| Beginn         | Turnier               | Land                         |
| -------------- | --------------------- | ---------------------------- |
| 25. April 1990 | Austral-Asia Cup 1990 | Vereinigte Arabische Emirate |
| 4. Juni 1990   | ICC Trophy 1990       | Niederlande                  |

### Internationale Touren (Frauen)
| Beginn          | Heimteam | Auswärtsteam | Resultate | Artikel |
| Beginn          | Heimteam | Auswärtsteam | WODI      | Artikel |
| --------------- | -------- | ------------ | --------- | ------- |
| 16. August 1990 | England  | Irland       | 2–0 [2]   | Artikel |

### Internationale Turniere (Frauen)
| Beginn        | Turnier                                    | Land    |
| ------------- | ------------------------------------------ | ------- |
| 18. Juli 1990 | Women’s European Cricket Championship 1990 | England |

## Nationale Meisterschaften
Aufgeführt sind die nationalen Meisterschaften der Full Member des ICC.
| Land      | First-Class                    | List A                                |
| --------- | ------------------------------ | ------------------------------------- |
| England   | County Championship 1990       | National Westminster Bank Trophy 1990 |
|           | Refuge Assurance League 1990   |                                       |
|           | Benson and Hedges Cup 1990     |                                       |
| Sri Lanka | Singer President’s Trophy 1990 |                                       |